# Torbeno de Cagliari
Torbeno ou Turbino de Cagliari était un juge de Cagliari entre 1090 et 1103.

## Biographie
Torbeno est brièvement Juge de Cagliari après avoir usurpé le trône de son frère Costantino I Salusio II, entre 1090 et 1103, c'est-à-dire entre la date présumée de la mort de son père et l'avènement au trône de  Mariano II Torchitorio II. Comme confirmation ultérieure de cette datation, il existe un document diplomatique souscrit par Torbeno en 1089 qui se présente comme « Ego Turbini omnipotentis Dei Gratia Iudex Kalaritanus » et qui démontre qu'il a régné entre son frère et son neveu alors que son frère détenait encore officiellement la charge de juge.
À cette époque la charge de Juge en Sardaigne ne se transmettait pas héréditairement de père en fils mais était plutôt considérée comme étant élective. Il en résulte que Torbeno s'est fait élire juge avec l'appui de la république de Pise en opposition à son frère qui cherchait vraisemblablement à transmettre la charge à son jeune fils. Les documents concernant son règne montre qu'il fait preuve d'une grande générosité, aux dépens de son trésor, à garantir des terres et des donations aux Pisans, probablement en récompense de leur soutien. Il est ainsi parmi les contributeurs au financement de la construction de la nouvelle cathédrale de Pise.
Toutefois, dès 1103, un document prouve une donation de son neveu  Mariano II Torchitorio II comme juge à la  cathédrale San Lorenzo de Gènes, sans doute en reconnaissance de l'assistance des Génois à lui permettre de récupérer les domaines de son père. Probablement les Génois adversaires traditionnels de Pise avaient-ils eu un rôle déterminant dans le renversement de Torbeno.
Malgré son exclusion du pouvoir on trouve Torbeno, encore en vie, en 1130, lorsqu'il signe un document en qualité de « parent consanguin » du Juge Mariano II alors en charge, ce qui démontre que les rapports entre eux s'étaient pacifiés. Torbeno avec un certain Saltaro de Torres sont également à la tête du contingent sarde qui accompagne l'expédition de Pise contre les Baléares en 1115 et après son retour il est même comparé au mythique Nestor.

## Sources
- (it) Giuseppe Manno, Storia di Sardegna. 2005.
- (it) Gian Giacomo Ortu La Sardegna dei giudici Regione autonoma della Sardegna, 2005,  (ISBN 8889801026)
- (en) Site de I. Mladjov Medieval Sardinia (Sardegna).

## Source de la traduction
- (it) Cet article est partiellement ou en totalité issu de l’article de Wikipédia en italien intitulé « Torbeno di Cagliari » (voir la liste des auteurs).